# Contoocook
Contoocook ist ein Census-designated place in der Town of Hopkinton im Merrimack County im US-Bundesstaat New Hampshire. Die Volkszählung von 2020 erfasste 1.427 Einwohner. Der CDP wurde im Jahr 2002 erstmals vom Census definiert. Das Contoocook Railroad Depot an der stillgelegten Bahnstrecke Concord–Claremont steht im National Register of Historic Places. Darin ist das "Contoocook Eisenbahnmuseum und Besucherzentrum" untergebracht. Westlich davon überquert die Contoocook Railroad Covered Bridge den Contoocook River. Laut Museum handelt es sich um die älteste überdauernde gedeckte Eisenbahnbrücke der Welt.

## Lage
Der Ort liegt bei den Koordinaten 43° 13' 23.30" Nord und 71° 42' 46.79" West auf einer Höhe von 109 Metern über dem Meeresspiegel am Contoocook River. Die etwa 6,2 km² große Fläche des Gebietes setzt sich zusammen aus 5,96 km² Land- und 0,26 km² Wasserfläche. Durch den Ort verlaufen die New Hampshire State Routes NH-103 und NH-127, westlich der Interstate 89.